# العلاقات الفلبينية الميانمارية
العلاقات الفلبينية الميانمارية هي العلاقات الثنائية التي تجمع بين الفلبين وميانمار.

## مقارنة بين البلدين
هذه مقارنة عامة ومرجعية للدولتين:
| وجه المقارنة                                              | الفلبين                       | ميانمار          |
| --------------------------------------------------------- | ----------------------------- | ---------------- |
| المساحة (كم2)                                             | 343.45 ألف                    | 676.58 ألف       |
| عدد السكان (نسمة)                                         | 104.92 مليون                  | 53.37 مليون      |
| الكثافة السكانية (ن./كم²)                                 | 305.49                        | 78.88            |
| العاصمة                                                   | مانيلا                        | نايبيداو، يانغون |
| اللغة الرسمية                                             | اللغة الفلبينية، لغة إنجليزية | اللغة البورمية   |
| العملة                                                    | بيسو فلبيني                   | كيات ميانماري    |
| الناتج المحلي الإجمالي (بليون دولار)                      | 313.60 مليار                  | 69.32 مليار      |
| الناتج المحلي الإجمالي (تعادل القوة الشرائية) بليون دولار | 743.90 مليار                  | 282.95 مليار     |
| الناتج المحلي الإجمالي الاسمي للفرد دولار أمريكي          | 2.90 ألف                      | 1.16 ألف         |
| الناتج المحلي الإجمالي للفرد دولار أمريكي                 | 7.39 ألف                      |                  |
| مؤشر التنمية البشرية                                      | 0.668                         | 0.536            |
| رمز المكالمات الدولي                                      | +63                           | +95              |
| رمز الإنترنت                                              | .ph                           | .mm              |
| المنطقة الزمنية                                           | توقيت الفلبين                 | ت ع م+06:30      |

## منظمات دولية مشتركة
يشترك البلدان في عضوية مجموعة من المنظمات الدولية، منها:
| علم المنظمة | اسم المنظمة                        | تاريخ انضمام الفلبين | تاريخ انضمام ميانمار |
| ----------- | ---------------------------------- | -------------------- | -------------------- |
|             | مؤسسة التنمية الدولية              | 28 أكتوبر 1960       | 5 نوفمبر 1962        |
|             | المنظمة الهيدروغرافية الدولية      | ?                    | ?                    |
|             | مؤسسة التمويل الدولية              | 12 أغسطس 1957        | 3 ديسمبر 1956        |
|             | منظمة حظر الأسلحة الكيميائية       | ?                    | ?                    |
|             | يونسكو                             | 21 نوفمبر 1946       | 27 يونيو 1949        |
|             | الأمم المتحدة                      | 24 أكتوبر 1945       | 19 أبريل 1948        |
|             | أسيان                              | 8 أغسطس 1967         | 23 يوليو 1997        |
|             | الاتحاد الدولي للاتصالات           | 25 مايو 1912         | 15 سبتمبر 1937       |
|             | منظمة الشرطة الجنائية الدولية      | ?                    | ?                    |
|             | البنك الدولي للإنشاء والتعمير      | 27 ديسمبر 1945       | 3 يناير 1952         |
|             | الاتحاد البريدي العالمي            | ?                    | ?                    |
|             | وكالة ضمان الاستثمار متعدد الأطراف | 8 فبراير 1994        | 16 ديسمبر 2013       |
|             | بنك التنمية الآسيوي                | 1966                 | 1973                 |
|             | منظمة التجارة العالمية             | 1995                 | ?                    |
|             | منتدى آسيان الإقليمي ‏              | ?                    | ?                    |

## وصلات خارجية
- موقع وزارة الخارجية الفلبينية
- موقع وزارة الخارجية الميانمارية